# Corts de València (1336-1337)
Les Corts de València de 1336-1337, Corts Generals del regne de València, foren convocades per Pere el Cerimoniós, el 14 d'agost de 1336, poc després d'arribar a València, al 10 de setembre del mateix any. Poc després de la seva coronació, el rei pretenia perseguir legalment la reina Elionor i el seu valedor Pere de Xèrica, amb el suport de les Corts com a representació del regne, i al mateix temps, complir el precepte legal del jurament recíproc.
| «                                                                                  | (castellà) Para justificar más el negocio, porque todo el fundamento era la confirmación que se pidía de las donaciones que se habían hecho a la reina doña Leonor y a los infantes sus hijos, el rey mandó llamar a cortes a los perlados y ricos hombres y caballeros y síndicos de las ciudades y villas del reino de Valencia para 10 de septiembre. | (català) Per a justificar més el negoci, perquè tot el fonament era la confirmació que es demanava de les donacions que s'havien fet a la reina Elionor i als seus fills els infants, el rei manà convocar a corts a prelats, nobles i cavallers i síndics de les ciutats i viles del regne de València, per al 10 de setembre. | » |
| — Zurita, Jerónimo. Anales de la Corona de Aragón. T. Segundo, L. VII, Cap. XXXIV. | | |   |

| «                                                                          | E apres partim daqui [Lleida] e anam a la ciutat de Valencia, e de continent que som en la dita ciutat tenguem corts als Valencians e aqui nos juraren per llur rey. E en aquella cort noy ven don Pedro de Exerica, perquè, Nos lo citam, e ell noy volch comparer, dubtantse que no fossem agreviats contra ell per lo fet de la reyna nostra madastre, la qual, segons que dessus es dit, trasch ab sos fills lo dit don Pedró del realme de Aragó e la mes dins Castella. | » |
| — Crónica del Rey d'Aragó en Pere IV lo Ceremoniós. Llibre Segon, Cap. 16. | |   |

En aquestes Corts es convocaren vint viles del regne (València, Xàtiva, Morvedre, Castelló de la Plana, Alpont, Castellfabib, Ademús, Morella, Llíria, Cullera, Borriana, Alzira, Corbera, Vila-real, Ontinyent, Bocairent, Oriola, Alacant, Xixona i Guardamar); deu membres de l'església (els bisbes de València, Tortosa i Sogorb, els abats de Benifassà i la Valldigna, el capítol de la catedral de València, el comanador de l'orde de l'Hospital a València, el mestre de Montesa, el comanador de Montalbà, i el mestre de Calatrava); i 57 pel braç nobiliari: dos infants (Pere i Ramon Berenguer), dinou nobles i 36 cavallers.
En la sessió inaugural del 14 de setembre de 1336, celebrada a la catedral de València, es realitza el jurament reial dels Furs de València i de tots els privilegis concedits fins aleshores als nuclis reials, i els representants de les viles reials, per la seva part, reten homenatge al rei i juren observar l'ordenament foral; es confirmen dos privilegis anteriors, el que estableix la immutabilitat del diner reial valencià a canvi del pagament d'un monedatge septennal, de 1266, i la unitat dels regnes de la Corona, de 1316; es concedeixen dos nous privilegis, l'un sobre la inalienabilitat de Xàtiva, Morella, Morvedre, Alzira, Castelló de la Plana, Borriana, Vila-real, Llíria, Alpont, Ademús, Castellfabib, Cullera, Corbera, Penàguila, Guadalest, Castalla, Xixona i els que estaven dellà Xixona, i l'altre sobre la celebració de Corts cada tres anys per Tots Sants a València, donat en aquest cas als tres estaments; i també es revoquen les donacions fetes a la reina Elionor i els seus fills.
Al mateix temps que continuen les sessions de les Corts, es manté el procés contra la reina Elionor i les accions contra Pere de Xèrica, tant judicials com militars contra els seus béns i dominis. Després d'iniciada la demanda contra la reina al setembre, es reprèn el dia 14 de novembre, i fins al dia 16 de desembre se celebraren nou sessions judicials, fora de Corts. El rei torna a cridar als estaments per a final de desembre per a continuar el judici contra la reina i Pere de Xèrica, esta volta, en les mateixes Corts. I en la primera quinzena de 1337 se celebren les dues darreres sessions: els dies 2 i 14 de gener, on es torna a tractar sobre l'anul·lació i cassació de totes les donacions fetes a la reina, sense resultats ni sentència ferma; problemàtica que es trasllada al parlament general de tota la Corona convocat en aquestes dates a Castelló de la Plana.
En aquestes Corts el rei obté de la ciutat de València 48.000 sous com a redempció de la host urbana convocada el 18 d'octubre pel rei, per a atacar els dominis de Pere de Xèrica.